# Loborika
Loborika (tal. Lavarigo) je naselje 7 km sjeveroistočno od Pule. Najjužniji je dio općine Marčana. Nalazi se odmah sjeverno od Zračne luke Pula. 

## Povijest
Prvi put se spominje 990. godine. Na vanjskome zidu župne crkve uzidan je predromanički reljef anđela (simbol evanđelista Mateja), koji je s Ivanovim orlom (u zidu mjesne seljačke kuće) i s Markovim lavom (sada u Lapidariju samostana svetog Franje u Puli) pripadao istoj cjelini. U šumi kraj Loborike nalaze se ruševine ranosrednjovjekovnog naselja i predromaničke crkve.

## Gospodarstvo
Loborika je poznata po konjičkom centru u kojem se može uživati u jahačkom sportu, biciklističkom klubu, te nekoliko tradicionalnih istarskih konoba.

## Stanovništvo
| broj stanovnika | 97    | 119   | 139   | 187   | 204   | 242   | 324   | 359   | 357   | 359   | 356   | 310   | 322   | 395   | 524   | 844   | 978   |
|                 | 1857. | 1869. | 1880. | 1890. | 1900. | 1910. | 1921. | 1931. | 1948. | 1953. | 1961. | 1971. | 1981. | 1991. | 2001. | 2011. | 2021. |

## Poznate osobe
- Nevio Valčić, hrv. biciklist, višestruki državni prvak

## Šport
- Biciklistički klub Loborika
- Bicilistička utrka Memorijal Nevija Valčića, od 2007. godine.[4]